# 원모사
원모사는 충청북도 청주시 서원구에 있다. 2015년 4월 17일 청주시의 향토유적 제71호로 지정되었다.

## 개요
1928년 순흥안씨 예문관 부제학 안조동의 위패를 봉안하기 위해 세운 사당이다.